# Egon von Poschinger
Egon Wolfgang Franz Wilhelm Ritter und Edler von Poschinger (* 21. Januar 1894 auf Gut Zengermoos; † 16. Februar 1977) war ein deutscher Unternehmer und Gutsbesitzer, der auch als Maler hervortrat.

## Familie
Egon von Poschinger entstammte der alten bayerischen Familie Poschinger, deren Stammlinie mit Joachim Poschinger (1523–1599), Gutsherr auf Oberzwieselau (Landkreis Regen) im Bayerischen Wald, beginnt und 1140 erstmals urkundlich genannt ist. Er war der Sohn des Glasfabrikanten und Gutsbesitzers Egon Benedikt Maria Michael Wilhelm Ritter und Edler von Poschinger (* 15. Juni 1864 in Theresienthal; † 19. März 1915 ebenda) und dessen erster Ehefrau Anna von Poschinger geb. Schmidt (1869–1901). Dieser erwarb das Gut Zengermoos im Erdinger Moos von J. N. Zenger. Er baute 1896 die Torfbahn nach Ismaning, die den damals wertvollen Brennstoff vor allem zu den Münchner Brauereien brachte. In der Folge waren alljährlich ganze Kolonnen von Torfstechern etwa im heute unter Naturschutz stehenden Moorwald Zengermoos tätig. Sie kamen meist aus dem Bayerischen Wald und aus der Oberpfalz. Manche von ihnen siedelten sich im Moos an. So entstanden auf dem Gebiet der Gemeinde Moosinning das heutige Dorf Zengermoos und der Siedlungsplatz Moosinninger Moos, der 1922 zum jetzigen Pfarrdorf Eichenried umbenannt wurde.
Egon von Poschinger blieb unverheiratet. Sein älterer Bruder war der Unternehmer und Maler Hans von Poschinger (1892–1951), seine Großmutter die Unternehmer-Tochter und Malerin Henriette von Poschinger geborene Steigerwald (1844–1903).

## Leben
Als wohlhabender Gutsbesitzer und Unternehmer konnte Poschinger es sich leisten, das von der Großmutter Henriette geerbte künstlerische Talent auszuleben. Doch im Gegensatz zu seinem Bruder Hans bevorzugte Egon die Ölmalerei, wobei er sich besonders auf Motive des Alpenvorlands spezialisierte.
1922 erbte Poschinger das Familiengut Theresienthal und übernahm die Unternehmensleitung der Glasfabrik von seinem Bruder Hans. Egon hatte sehr gute Kontakte in die USA, wodurch in den Zeiten vor und nach dem Ersten Weltkrieg der Export seiner Glasprodukte nach Übersee enorm gesteigert werden konnte und die Gläser aus dem Bayerischen Wald auch in New York bekannt wurden. Der US-amerikanische Glashändler H. J. Howe in Syracuse (Bundesstaat New York) ließ damals das Vorwort eines Prospekts über das feine Glas aus Theresienthal mit folgenden Worten beginnen: „In the prettiest and most secluded part of the famous Bayern Woods in Bavaria, with the historic and picturesque blue Danube as its nearest neighbor, nestles the primitive little village of Theresienthal, famous the world over, for ist exquisitely beautiful glass.“
Nach dem Tod seines Bruders Hans blieb Egon alleiniger Eigentümer der Glashütte, bis er am 1. Mai 1963 Max Gangkofner, den Direktor der Glasfachschule in Zwiesel, als Teilhaber aufnahm.

## Auszeichnungen
- 1959: Bayerischer Verdienstorden

## Ehrungen
- Benennung der Egon-von-Poschinger-Straße in Zwiesel